# Sikuliaq
Die Sikuliaq ist ein US-amerikanisches Forschungsschiff.

## Geschichte
Das Schiff wurde unter der Baunummer 650 auf der Werft Marinette Marine Corp. in Marinette im US-amerikanischen Bundesstaat Wisconsin gebaut. Der Bau begann mit dem ersten Stahlschnitt am 4. Januar 2011. Die Kiellegung fand am 11. April 2011, der Stapellauf am 13. Oktober 2012 statt. Die Fertigstellung des Schiffes erfolgte am 6. Juni 2014.
Das Schiff gehört der National Science Foundation. Das speziell für die oft vereisten Gewässer um Alaska gebaute Schiff wird vom College of Fisheries and Ocean Sciences der University of Alaska Fairbanks betrieben und steht über das University-National Oceanographic Laboratory System (UNOLS) auch anderen Forschungseinrichtungen zur Verfügung. Es wird in erster Linie für Forschungsfahrten im Nordpazifik, im Golf von Alaska, der Beringsee, der Tschuktschensee und der Beaufortsee genutzt. Die Forschungsgebiete umfassen das marine Ökosystem, Fischerei, Geologie und Klima- und Atmosphärenforschung.
Das Schiff ist am Seward Marine Center an der Resurrection Bay beheimatet.
Der Schiffsentwurf stammt von dem in Seattle beheimateten Schiffsarchitekturbüro Glosten. Das Schiff ist nach dem Begriff für „junges Meereis“ im Inupiaq-Dialekt benannt.

## Technische Daten und Ausstattung
Das Schiff wird dieselelektrisch von zwei Siemens-Elektromotoren mit jeweils 2462 kW Leistung angetrieben. Die Elektromotoren wirken auf zwei Wärtsilä-Propellergondeln mit Festpropeller. Für die Stromerzeugung stehen vier Dieselgeneratoren zur Verfügung. Jeweils zwei der Kato-Generatoren werden von MTU-Dieselgeneratoren des Typs MTU 16V4000 mit jeweils 1750 kW Leistung bzw. MTU-Dieselmotoren des Typs MTU 12V4000 mit jeweils 1310 kW Leistung angetrieben. Weiterhin wurde ein von einem MTU-Dieselmotor mit 335 kW Leistung angetriebener Notgenerator verbaut.
Das Schiff ist mit einem mit 686 kW Leistung angetriebenen Bugstrahlruder ausgestattet. Es verfügt über ein System zur dynamischen Positionierung (DP1).
Der Rumpf des Schiffes ist eisverstärkt (Eisklasse PC5). Das Schiff kann 2,5 Fuß dickes Eis brechen.
Im Rumpf sind unter anderem die Maschinenräume und technische Betriebsräume sowie verschiedene Lager- und Kühlräume untergebracht. Auf dem Hauptdeck befinden sich unter anderem die Labore und verschiedene Lagerräume. Im Achterschiffsbereich befindet sich ein offenes Arbeitsdeck. Auf den darüberliegenden Decks sind unter anderem 13 Doppelkabinen für Wissenschaftler und Techniker sowie 16 Einzel- und zwei Doppelkabinen für die Schiffsbesatzung, Kombüse und Messe, ein Aufenthaltsraum mit einer Bibliothek, eine Krankenstation und verschiedene Lager und technische Betriebsräume eingerichtet. Die geschlossene Brücke befindet sich im vorderen Bereich des Schiffes. Sie erstreckt sich über die gesamte Breite des Schiffes. Oberhalb der Brücke befindet sich ein Aussichtsdeck für die Beobachtung von Seevögeln und Meeressäugern.
Das Schiff ist für 20 Besatzungsmitglieder, zwei Techniker und 24 Wissenschaftler eingerichtet.
Auf dem Arbeitsdeck können drei 20-Fuß-Container (Labor- oder Transportcontainer) mitgeführt werden. Im Vorschiffsbereich kann ein 10-Fuß-Container mitgeführt werden.
Das Schiff ist für die Forschung mit verschiedenen Sonar- und Echolotanlagen ausgerüstet. An Bord stehen mehrere Hebewerkzeuge zur Verfügung, darunter zwei Krane im Bereich des offenen Arbeitsdecks und ein Schwenkarm für das Aussetzen und Einholen von Forschungsgerät wie einer CTD-Rosette. Außerdem ist das Schiff mit einem Heckgalgen ausgestattet. Für das Schleppen von Netzen und Forschungsgeräten stehen mehrere Winden zur Verfügung. Es ist für den Einsatz von ferngesteuerten Unterwasserfahrzeugen eingerichtet.
Das Schiff kann 45 Tage auf See bleiben und dabei rund 9000 Seemeilen zurücklegen.